# Nommern
Nommern är en kommun och en liten stad i centrala Luxemburg.   Den ligger i kantonen Mersch och distriktet Luxemburg, i den centrala delen av landet, 20 kilometer norr om huvudstaden Luxemburg. Antalet invånare är 1 251. Arean är 22,4 kvadratkilometer.
Terrängen i Nommern är platt åt sydväst, men åt nordost är den kuperad.

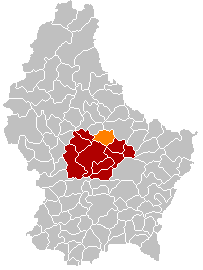
Nommern markerad med orange i karta över Luxemburg

I omgivningarna runt Nommern växer i huvudsak blandskog. Runt Nommern är det ganska tätbefolkat, med 100 invånare per kvadratkilometer.